# 21e étape du Tour d'Italie 2017
Pour un article plus général, voir Tour d'Italie 2017.
La 21e étape du Tour d'Italie 2017 se déroule le dimanche 28 mai 2017, entre Monza (Autodromo) et Milan sur une distance de 29,3 km.

## Résultats

### Classement de l'étape
| \| Classement de l'étape \| Classement de l'étape \| Classement de l'étape \| Classement de l'étape \| Classement de l'étape \| \| Coureur \| Coureur \| Pays \| Équipe \| Temps \| \| --------------------- \| --------------------- \| --------------------- \| --------------------- \| --------------------- \| \| 1er \| Jos van Emden \| Pays-Bas \| LottoNL-Jumbo \| 33 min 08 s \| \| 2e \| Tom Dumoulin \| Pays-Bas \| Team Sunweb \| + 15 s \| \| 3e \| Manuel Quinziato \| Italie \| BMC Racing Team \| + 27 s \| \| 4e \| Vasil Kiryienka \| Biélorussie \| Team Sky \| + 31 s \| \| 5e \| Joey Rosskopf \| États-Unis \| BMC Racing Team \| + 35 s \| \| 6e \| Jan Bárta \| Tchéquie \| Bora-Hansgrohe \| + 39 s \| \| 7e \| Georg Preidler \| Autriche \| Team Sunweb \| + 51 s \| \| 8e \| Bob Jungels \| Luxembourg \| Quick-Step Floors \| + 54 s \| \| 9e \| Jan Tratnik \| Slovénie \| CCC Sprandi Polkowice \| + 56 s \| \| 10e \| Andrey Amador \| Costa Rica \| Movistar Team \| + 1 min 02 s \| |                  |             |                       |              |
| |                  |             |                       |              |
| Source : ProCyclingStats |                  |             |                       |              |
| Classement de l'étape |                  |             |                       |              |
| Coureur | Coureur          | Pays        | Équipe                | Temps        |
| 1er | Jos van Emden    | Pays-Bas    | LottoNL-Jumbo         | 33 min 08 s  |
| 2e | Tom Dumoulin     | Pays-Bas    | Team Sunweb           | + 15 s       |
| 3e | Manuel Quinziato | Italie      | BMC Racing Team       | + 27 s       |
| 4e | Vasil Kiryienka  | Biélorussie | Team Sky              | + 31 s       |
| 5e | Joey Rosskopf    | États-Unis  | BMC Racing Team       | + 35 s       |
| 6e | Jan Bárta        | Tchéquie    | Bora-Hansgrohe        | + 39 s       |
| 7e | Georg Preidler   | Autriche    | Team Sunweb           | + 51 s       |
| 8e | Bob Jungels      | Luxembourg  | Quick-Step Floors     | + 54 s       |
| 9e | Jan Tratnik      | Slovénie    | CCC Sprandi Polkowice | + 56 s       |
| 10e | Andrey Amador    | Costa Rica  | Movistar Team         | + 1 min 02 s |

### Points attribués
| - Arrivée de Milan (km 29,3) \| \| Cycliste \| Nat \| Équipe \| Points \| \| -- \| ---------------- \| ----------- \| --------------------- \| ------ \| \| 1 \| Jos van Emden \| Pays-Bas \| Lotto NL-Jumbo \| 15 \| \| 2 \| Tom Dumoulin \| Pays-Bas \| Sunweb \| 12 \| \| 3 \| Manuel Quinziato \| Italie \| BMC Racing \| 9 \| \| 4 \| Vasil Kiryienka \| Biélorussie \| Sky \| 7 \| \| 5 \| Joey Rosskopf \| États-Unis \| BMC Racing \| 6 \| \| 6 \| Jan Bárta \| Tchéquie \| Bora-Hansgrohe \| 5 \| \| 7 \| Georg Preidler \| Autriche \| Sunweb \| 4 \| \| 8 \| Bob Jungels \| Luxembourg \| Quick-Step Floors \| 3 \| \| 9 \| Jan Tratnik \| Slovénie \| CCC Sprandi Polkowice \| 2 \| \| 10 \| Andrey Amador \| Costa Rica \| Movistar \| 1 \| |                  |             |                       |        |
| | Cycliste         | Nat         | Équipe                | Points |
| 1 | Jos van Emden    | Pays-Bas    | Lotto NL-Jumbo        | 15     |
| 2 | Tom Dumoulin     | Pays-Bas    | Sunweb                | 12     |
| 3 | Manuel Quinziato | Italie      | BMC Racing            | 9      |
| 4 | Vasil Kiryienka  | Biélorussie | Sky                   | 7      |
| 5 | Joey Rosskopf    | États-Unis  | BMC Racing            | 6      |
| 6 | Jan Bárta        | Tchéquie    | Bora-Hansgrohe        | 5      |
| 7 | Georg Preidler   | Autriche    | Sunweb                | 4      |
| 8 | Bob Jungels      | Luxembourg  | Quick-Step Floors     | 3      |
| 9 | Jan Tratnik      | Slovénie    | CCC Sprandi Polkowice | 2      |
| 10 | Andrey Amador    | Costa Rica  | Movistar              | 1      |

## Classements à l'issue de l'étape

### Classement général
| \| Classement général \| Classement général \| Classement général \| Classement général \| Classement général \| \| Coureur \| Coureur \| Pays \| Équipe \| Temps \| \| ------------------ \| ------------------ \| ------------------ \| ------------------ \| ------------------ \| \| 1er \| Tom Dumoulin \| Pays-Bas \| Team Sunweb \| 90 h 34 min 54 s \| \| 2e \| Nairo Quintana \| Colombie \| Movistar Team \| + 31 s \| \| 3e \| Vincenzo Nibali \| Italie \| Bahrain-Merida \| + 40 s \| \| 4e \| Thibaut Pinot \| France \| FDJ \| + 1 min 17 s \| \| 5e \| Ilnur Zakarin \| Russie \| Katusha-Alpecin \| + 1 min 56 s \| \| 6e \| Domenico Pozzovivo \| Italie \| AG2R La Mondiale \| + 3 min 11 s \| \| 7e \| Bauke Mollema \| Pays-Bas \| Trek-Segafredo \| + 3 min 41 s \| \| 8e \| Bob Jungels \| Luxembourg \| Quick-Step Floors \| + 7 min 04 s \| \| 9e \| Adam Yates \| Royaume-Uni \| Orica-Scott \| + 8 min 10 s \| \| 10e \| Davide Formolo \| Italie \| Cannondale-Drapac \| + 15 min 17 s \| |                    |             |                   |                  |
| |                    |             |                   |                  |
| Source : ProCyclingStats |                    |             |                   |                  |
| Classement général |                    |             |                   |                  |
| Coureur | Coureur            | Pays        | Équipe            | Temps            |
| 1er | Tom Dumoulin       | Pays-Bas    | Team Sunweb       | 90 h 34 min 54 s |
| 2e | Nairo Quintana     | Colombie    | Movistar Team     | + 31 s           |
| 3e | Vincenzo Nibali    | Italie      | Bahrain-Merida    | + 40 s           |
| 4e | Thibaut Pinot      | France      | FDJ               | + 1 min 17 s     |
| 5e | Ilnur Zakarin      | Russie      | Katusha-Alpecin   | + 1 min 56 s     |
| 6e | Domenico Pozzovivo | Italie      | AG2R La Mondiale  | + 3 min 11 s     |
| 7e | Bauke Mollema      | Pays-Bas    | Trek-Segafredo    | + 3 min 41 s     |
| 8e | Bob Jungels        | Luxembourg  | Quick-Step Floors | + 7 min 04 s     |
| 9e | Adam Yates         | Royaume-Uni | Orica-Scott       | + 8 min 10 s     |
| 10e | Davide Formolo     | Italie      | Cannondale-Drapac | + 15 min 17 s    |

### Classement du meilleur jeune
| Classement du meilleur jeune | Classement du meilleur jeune | Classement du meilleur jeune | Classement du meilleur jeune | Classement du meilleur jeune |
|                              | Coureur                      | Pays                         | Équipe                       | Temps                        |
| ---------------------------- | ---------------------------- | ---------------------------- | ---------------------------- | ---------------------------- |
| 1er                          | Bob Jungels                  | Luxembourg                   | Quick-Step Floors            | en 90 h 41 min 58 s          |
| 2e                           | Adam Yates                   | Royaume-Uni                  | Orica-Scott                  | + 1 min 6 s                  |
| 3e                           | Davide Formolo               | Italie                       | Cannondale-Drapac            | + 8 min 13 s                 |
| 4e                           | Jan Polanc                   | Slovénie                     | UAE Emirates                 | + 11 min 2 s                 |
| 5e                           | Laurens De Plus              | Belgique                     | Quick-Step Floors            | + 1 h 12 min 56 s            |
| modifier                     |                              |                              |                              |                              |

### Classement aux points
| Classement par points | Classement par points | Classement par points | Classement par points         | Classement par points |
| Coureur               | Coureur               | Pays                  | Équipe                        | Points                |
| --------------------- | --------------------- | --------------------- | ----------------------------- | --------------------- |
| 1er                   | Fernando Gaviria      | Colombie              | Quick-Step Floors             | 325 pts               |
| 2e                    | Jasper Stuyven        | Belgique              | Trek-Segafredo                | 192 pts               |
| 3e                    | Sam Bennett           | Irlande               | Bora-Hansgrohe                | 117 pts               |
| 4e                    | Daniel Teklehaimanot  | Érythrée              | Dimension Data                | 100 pts               |
| 5e                    | Lukas Pöstlberger     | Autriche              | Bora-Hansgrohe                | 98 pts                |
| 6e                    | Tom Dumoulin          | Pays-Bas              | Team Sunweb                   | 80 pts                |
| 7e                    | Pavel Brutt           | Russie                | Gazprom-RusVelo               | 76 pts                |
| 8e                    | Kristian Sbaragli     | Italie                | Dimension Data                | 76 pts                |
| 9e                    | Eugert Zhupa          | Albanie               | Wilier Triestina-Selle Italia | 70 pts                |
| 10e                   | Roberto Ferrari       | Italie                | UAE Team Emirates             | 70 pts                |

### Classement du meilleur grimpeur
| Classement du meilleur grimpeur | Classement du meilleur grimpeur | Classement du meilleur grimpeur | Classement du meilleur grimpeur | Classement du meilleur grimpeur |
| ------------------------------- | ------------------------------- | ------------------------------- | ------------------------------- | ------------------------------- |
|                                 | Coureur                         | Pays                            | Équipe                          | Point(s)                        |
| 1er                             | Mikel Landa                     | Espagne                         | Sky                             | 224 points                      |
| 2e                              | Luis León Sánchez               | Espagne                         | Astana                          | 118 pts                         |
| 3e                              | Omar Fraile                     | Espagne                         | Dimension Data                  | 104 pts                         |
| 4e                              | Nairo Quintana                  | Colombie                        | Movistar                        | 70 pts                          |
| 5e                              | Pierre Rolland                  | France                          | Cannondale-Drapac               | 70 pts                          |
| modifier                        |                                 |                                 |                                 |                                 |

### Classements par équipes

#### Classement au temps
| Classement par équipes | Classement par équipes | Classement par équipes | Classement par équipes |
| Équipe                 | Équipe                 | Pays                   | Temps                  |
| ---------------------- | ---------------------- | ---------------------- | ---------------------- |
| 1re                    | Movistar Team          | Espagne                | 272 h 21 min 54 s      |
| 2e                     | AG2R La Mondiale       | France                 | + 59 min 46 s          |
| 3e                     | FDJ                    | France                 | + 1 h 19 min 56 s      |
| 4e                     | Bahrain-Merida         | Bahreïn                | + 1 h 24 min 52 s      |
| 5e                     | Cannondale-Drapac      | États-Unis             | + 1 h 27 min 19 s      |
| 6e                     | UAE Team Emirates      | Émirats arabes unis    | + 1 h 59 min 31 s      |
| 7e                     | Sky                    | Royaume-Uni            | + 1 h 59 min 41 s      |
| 8e                     | Astana                 | Kazakhstan             | + 2 h 09 min 05 s      |
| 9e                     | Trek-Segafredo         | États-Unis             | + 2 h 23 min 12 s      |
| 10e                    | Team Sunweb            | Allemagne              | + 2 h 41 min 45 s      |

#### Classement aux points
| Classement par équipes aux points | Classement par équipes aux points | Classement par équipes aux points | Classement par équipes aux points |
| Équipe                            | Équipe                            | Pays                              | Points                            |
| --------------------------------- | --------------------------------- | --------------------------------- | --------------------------------- |
| 1re                               | Quick-Step Floors                 | Belgique                          | 516 pts                           |
| 2e                                | UAE Team Emirates                 | Émirats arabes unis               | 355 pts                           |
| 3e                                | Sky                               | Royaume-Uni                       | 323 pts                           |
| 4e                                | Bora-Hansgrohe                    | Allemagne                         | 308 pts                           |
| 5e                                | Movistar Team                     | Espagne                           | 297 pts                           |
| 6e                                | Dimension Data                    | Afrique du Sud                    | 289 pts                           |
| 7e                                | Team Sunweb                       | Allemagne                         | 286 pts                           |
| 8e                                | Trek-Segafredo                    | États-Unis                        | 277 pts                           |
| 9e                                | FDJ                               | France                            | 240 pts                           |
| 10e                               | Bahrain-Merida                    | Bahreïn                           | 239 pts                           |

## Abandon
- 159 -  Ángel Vicioso (Katusha-Alpecin) : non partant